# ミシガン (戦艦)
| USS Michigan BB-27 |                                                                                |
| 艦歴               |                                                                                |
| 発注:              |                                                                                |
| 起工:              | 1906年12月17日                                                                 |
| 進水:              | 1908年5月26日                                                                  |
| 就役:              | 1910年1月4日                                                                   |
| 退役:              | 1922年2月11日                                                                  |
| その後:            | スクラップとして売却                                                           |
| 性能諸元           |                                                                                |
| 排水量:            | 16,000 トン                                                                    |
| 全長:              | 452.8 ft                                                                       |
| 全幅:              | 80.3 ft                                                                        |
| 吃水:              | 24.5 ft                                                                        |
| 機関:              |                                                                                |
| 最大速:            | 18.5 ノット                                                                    |
| 航続距離:          |                                                                                |
| 兵員:              | 士官51名、兵員818名                                                            |
| 兵装:              | 12インチ砲8門、3インチ砲22門 1ポンド砲4門、30口径機銃2門 21インチ魚雷発射管2門 |
| 航空機:            |                                                                                |
| モットー:          |                                                                                |

ミシガン (USS Michigan, BB-27) はアメリカ海軍の戦艦。サウスカロライナ級戦艦の2番艦。艦名はアメリカ合衆国26番目の州にちなみ、その名を持つ艦としては2隻目である。
一番艦のサウスカロライナより早く完成したため、本級は「ミシガン級」とも呼ばれる。

## 艦歴
ミシガンは1906年12月17日にニュージャージー州カムデンのニューヨーク造船所で起工された。1908年5月26日にF・W・ブルックス夫人（海軍長官トルーマン・ニューベリの娘）によって進水し、1910年1月4日に初代艦長N・R・アッシャー大佐の指揮下就役した。
就役後大西洋艦隊に配属されたミシガンは、1910年6月7日まで東海岸沖およびカリブ海東方で整調を行った。その後7月29日にニューヨーク湾を出航し、ニューイングランドおよび大西洋岸中央部に沿って活動した。11月2日にボストンを出航し西ヨーロッパへ訓練巡航に向かう。イギリスのポートランド（Isle of Portland）を訪問した後、12月8日にフランスのシェルブールに到着した。12月30日にカリブ海へ向けて出航し、1911年1月10日にキューバのグアンタナモ湾に寄港、1月14日にバージニア州ノーフォークに到着した。
ミシガンは大西洋岸に沿って活動し、1912年11月15日にバージニア岬を離れメキシコ湾へ巡航した。フロリダ州ペンサコーラ、ルイジアナ州ニューオーリンズ、テキサス州ガルベストンを訪れた後、メキシコのベラクルスに12月12日に到着した。その2日後に母港に向かい、12月20日にハンプトン・ローズに帰還した。その後は東海岸沿いに活動し、1913年7月6日にマサチューセッツ州クインシーからメキシコ湾に向かい、7月15日にタンピコに停泊してメキシコでの政情不安に対応してアメリカ市民を保護するため待機した。ミシガンは1914年1月13日にニューヨークに向けてメキシコ水域を離れ、1月20日にブルックリン海軍工廠に到着した。
2月14日にはノーフォークからキューバのグアカナヤボ湾へ向けて出航し、3月19日にハンプトン・ローズに帰還した。4月16日には再びメキシコに向けて出航、4月22日にベラクルスに到着した。ミシガンは占領部隊の主力となる海兵隊員を上陸させ、その後は沖合で活動、6月20日に帰還した。

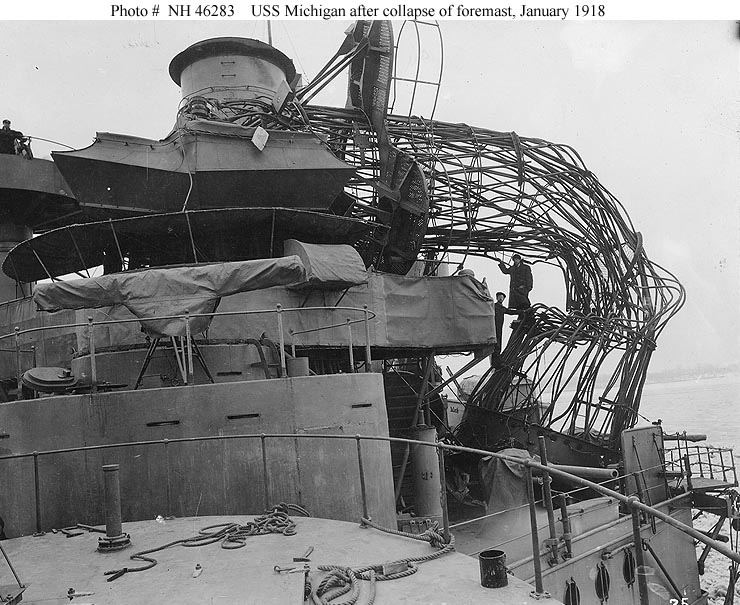
倒壊したミシガンの前檣（1918年1月）

ミシガンは1914年10月11日に再び出航し、東海岸の様々な港を訪れた。1916年、訓練中に主砲の腔発事故を起こし、砲身が折れた際の破片がマストを損傷させた。1917年4月6日、アメリカ合衆国が第一次世界大戦に参戦すると、ミシガンは第2戦艦部隊に配属され船団護衛、新兵訓練、艦隊作戦及び演習に従事した。1918年1月15日、荒天下でのハッテラス岬沖における艦隊行動の際に、ミシガンは急な荒波に対して大きく傾斜し前檣部分が曲がり、左舷側の上に吹き飛んだ。この事故で6名が死亡し13名が負傷した。負傷者の内5名は重傷であった。1916年の砲身破裂事故による損傷がこのマスト倒壊事故の遠因であった。この事故によってアメリカ海軍は籠マストの構造を見直し既存艦はマスト構造を強化、後の近代化の際に籠マストを廃止しており、条約開け戦艦も籠マストは不採用となった。

ミシガンは翌日ノーフォークに帰還し、死傷者をソレース(USS Solace, AH-5)に移乗させた。1月22日に修理のためフィラデルフィア海軍造船所入りする。修理が完了すると4月初めに東海岸沖での作戦活動を再開し、第一次世界大戦が終了するまでチェサピーク湾での砲術訓練に従事した。
1918年12月後半には帰還兵の輸送任務が命じられ、ミシガンは1月18日から3月3日と3月18日から4月16日の二度のヨーロッパへの航海を行い、1,052名の帰還兵を帰国させた。
その後はフィラデルフィアでオーバーホールを行った後、大西洋での訓練を再開した。1919年5月19日にメリーランド州アナポリスに向けて出航し、海軍兵学校生を乗艦させた後パナマ運河を通過しハワイ州ホノルルへの訓練巡航を行った。ホノルルには7月3日に到着し、続いて西海岸の海軍基地およびグアンタナモ湾を訪れ9月5日にフィラデルフィアに帰港する。その後は1921年4月4日までカリブ海での定期的な巡航を行い、4月23日にはハンプトン・ローズに向かった。5月18日に再びアナポリスに到着し、海軍兵学校生を乗艦させると6月4日に二度目のヨーロッパ巡航に向かった。ノルウェーのクリスチャニア、ポルトガルのリスボン、ジブラルタルを訪れた後グアンタナモ湾経由でハンプトン・ローズに8月11日帰還する。
ミシガンは8月31日に最後の航海に出航し、デラウェア川をフィラデルフィアに向けて巡航、9月1日に到着した。ミシガンはフィラデルフィア海軍造船所で1922年2月11日に退役し、1923年11月10日に除籍された。その後ワシントン海軍軍縮条約に従い、他の4隻の戦艦と共にフィラデルフィア海軍造船所で1924年の内に武装が撤去された。残りの船体部分は4つの異なる鉄鋼会社に売却された。

## 「ミシガン式」砲塔配置
4基の主砲塔を前後に2基ずつ背負式に置く配置は、本艦が初めて完成させたものである（2番艦だが1番艦サウスカロライナより完成が早かった）。これを「ミシガン式」配置と言う。全周への火力発揮の面で効率的な配置方式であり、これ以降アメリカ、他国を問わず多数の戦艦が採用している。